# 15202 Yamada-Houkoku
15202 Yamada-Houkoku este un asteroid din centura principală de asteroizi.

## Descriere
15202 Yamada-Houkoku este un asteroid din centura principală de asteroizi. A fost descoperit pe 12 martie 1977 la Kiso de Hiroki Kosai și Kiichiro Hurukawa. Asteroidul prezintă o orbită caracterizată de o semiaxă mare de 2,39 ua, o excentricitate de 0,21 și o înclinație de 9,6° în raport cu ecliptica.